# Ian Smith
Ian Douglas Smith (8. april 1919 – 20. november 2007) var rhodesisk politiker og premierminister i perioden 1964-1979.
Ian Smith var premierminister i Rhodesia i godt et år, mens området var en selvstyrende britisk koloni under navnet Sydrhodesia, og da han erklærede landet for selvstændigt i 1965, fortsatte han på posten til 1979. Smith førte en hård apartheidpolitik, der var baseret på støtte fra det beskedne hvide mindretal, men i løbet af 1970'erne kom hans styre under stadig stigende pres, dels fra det internationale samfund, der i FN-regi påførte landet økonomiske sanktioner, dels fra den voksende guerillakamp for indførelse af lige rettigheder, også for den sorte oprindelige befolkning.
Han var dog også medvirkende til at forhandle den aftale på plads, der i 1979 gav de sorte samme rettigheder til magten som de hvide. På grund af denne befolkningsgruppes massive overvægt blev den sorte Abel Muzorewa nu valgt til ny premierminister i spidsen for en koalitionsregering, og Smith blev derefter menigt parlamentsmedlem, indtil han i 1987 trak sig tilbage for at nyde sit otium, i første omgang i Zimbabwe, som landet i mellemtiden var kommet til at hedde, og senere i Cape Town i Sydafrika.

Under sin tid som premierminister nød Ian Smith betydelig respekt i England pga. sin status som flyverhelt fra 2. Verdenskrig

## Reference
1. ↑  Navnet er anført på bokmål og stammer fra Wikidata hvor navnet endnu ikke findes på dansk.
2. ↑  Navnet er anført på engelsk og stammer fra Wikidata hvor navnet endnu ikke findes på dansk.
3. ↑  Navnet er anført på engelsk og stammer fra Wikidata hvor navnet endnu ikke findes på dansk.
4. ↑  Navnet er anført på engelsk og stammer fra Wikidata hvor navnet endnu ikke findes på dansk.
5. ↑  Navnet er anført på engelsk og stammer fra Wikidata hvor navnet endnu ikke findes på dansk.
6. ↑  Navnet er anført på engelsk og stammer fra Wikidata hvor navnet endnu ikke findes på dansk.
7. ↑  Navnet er anført på svensk og stammer fra Wikidata hvor navnet endnu ikke findes på dansk.
8. ↑  Rhodesias sidste premierminister Ian Smith død – Nyheder
9. ↑  "Den hvide dinosaurus er død – Politiken.dk". Arkiveret fra originalen 22. november 2007. Hentet 21. november 2007.